# 邱維濤
邱維濤（1980年12月7日—），畢業於實踐大學，並獲美國紐約大學互動電子傳播碩士，EVERYDAY OBJECT創辦人、設計師、大學教師、風格評論工作者及創業家。
著有《十九歲的總經理》、《英文集中贏》，目前為品牌創辦人以及時尚設計網站創辦人。

## 經歷
2013年7月創立 生活風格網站＆品牌 EVERYDAY OBJECT
2013年8月 發表第一個品牌商品 EVERYDAY WATCH - 超電能飛行腕錶
2015年10月 發表超電能飛行腕錶二代 EO-2

## 媒體曝光
2012 ‣「Shopping Design」雜誌、「數位時代」雜誌、「今周刊」雜誌、「大人物」網站、「TVBS」電視台：2100週末開講
2013 ‣「動腦brain」雜誌：趨勢話題